# Государственные кредитные билеты образца 1918—1919 годов

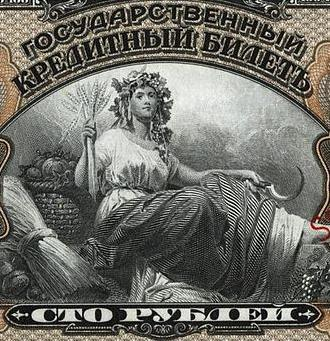
Изображение Цереры на ГКБ 100 рублей 1918 г. Экспедиция American Bank Note Company не раз использовала данный образ на банкнотах и ценных бумагах разных стран

Государственные кредитные билеты образца 1918—1919 годов — бумажные денежные знаки, были напечатаны по заказу российского Временного правительства американской компанией American Bank Note Company в 1918 году и доставлены морем во Владивосток. Использовались, — или планировались к использованию, — в качестве денежных знаков рядом правительств на территории Сибири и Дальнего Востока в 1919—1920 годах.

## Описание билетов
Билеты отпечатаны на простой белой бумаге без водяных знаков.
| Номер по каталогу Пика /2/ | Номер по каталогу Рябченко /9/ | Номинал     | Размеры (мм) | Лицевая сторона | Оборотная сторона |
| -------------------------- | ------------------------------ | ----------- | ------------ | --------------- | ----------------- |
|                            |                                | 50 копеек   | 93×47        |                 |                   |
| 39A                        | 811р                           | 25 рублей   | 148×87       |                 |                   |
| 39B                        | 814р                           | 50 рублей   | 153×87       |                 |                   |
| 40                         | 815р                           | 100 рублей  | 153×87       |                 |                   |
| 40A                        | 817р                           | 250 рублей  | 166×95       |                 |                   |
| 41                         | 818р                           | 500 рублей  | 166×95       |                 |                   |
| 42                         | 819р                           | 1000 рублей | 175×100      |                 |                   |

Примечание: поскольку заказ билетов осуществляло Временное правительство России, являющееся преемником Российской империи, то в каталогах билеты описаны как государственные выпуски. Для каталога Рябченко /9/ номера указаны для неогрифованных банкнот.

## Заказ билетов
Придя к власти Временное правительство продолжило и увеличило эмиссию царских денежных знаков, добавив к ним выпуск «думок» и «керенок». Тем самым Экспедиция заготовления государственных бумаг была перегружена сверх всякой меры.
В 1917 году российским посольствам в Париже, Лондоне и Вашингтоне была направлена специальная директива. Министерство иностранных дел Временного правительства предписывало своим сотрудникам найти возможности на размещение заграницей специального заказа на изготовление новых российских денежных знаков. Предполагался выпуск купюр номиналом от 50 копеек до 1000, а также облигаций нескольких займов (в том числе билеты государственного внутреннего 4-1/2% выигрышного займа 1917 года). Данное поручение было выполнено расположенной в Нью-Йорке частной компанией American Bank Note Company.
Князь Львов выехал за новыми денежными знаками в Америку в сентябре 1917 года, но не успел получить их. Позднее Антанта признала их получателем Омское правительство.

## Использование правительством Колчака
В мае 1919 года в распоряжение правительства Колчака из Америки прибыло 25 миллионов рублей бонами 50-копеечного достоинства.
Они, как и другие дензнаки, были изготовлены в Америке ещё по заказу Временного правительства А. Ф. Керенского, подтвержденному правительством Колчака.
«Министерство финансов доводит до всеобщего сведения, что для устранения недостатка в мелких денежных знаках в настоящее время выпускаются в обращение разменные казначейские знаки нового образца достоинством в 50 копеек».
В отличие от всех выпускавшихся в Сибири денежных знаков, бон, не имеющий даже названия и отпечатанный одним цветом, отличался высоким художественно-полиграфическим исполнением. Обе его стороны орнаментированы геометрическим узором. На одной из его сторон изображён двуглавый орёл без монархических атрибутов, а под ним рисунок Таврического дворца, где заседала Государственная Дума. Такая символика объясняется тем, что при заказе денег в Америке государственный герб ещё не был принят правительством А. Ф. Керенского.

## Использование Временной земской властью Прибайкалья

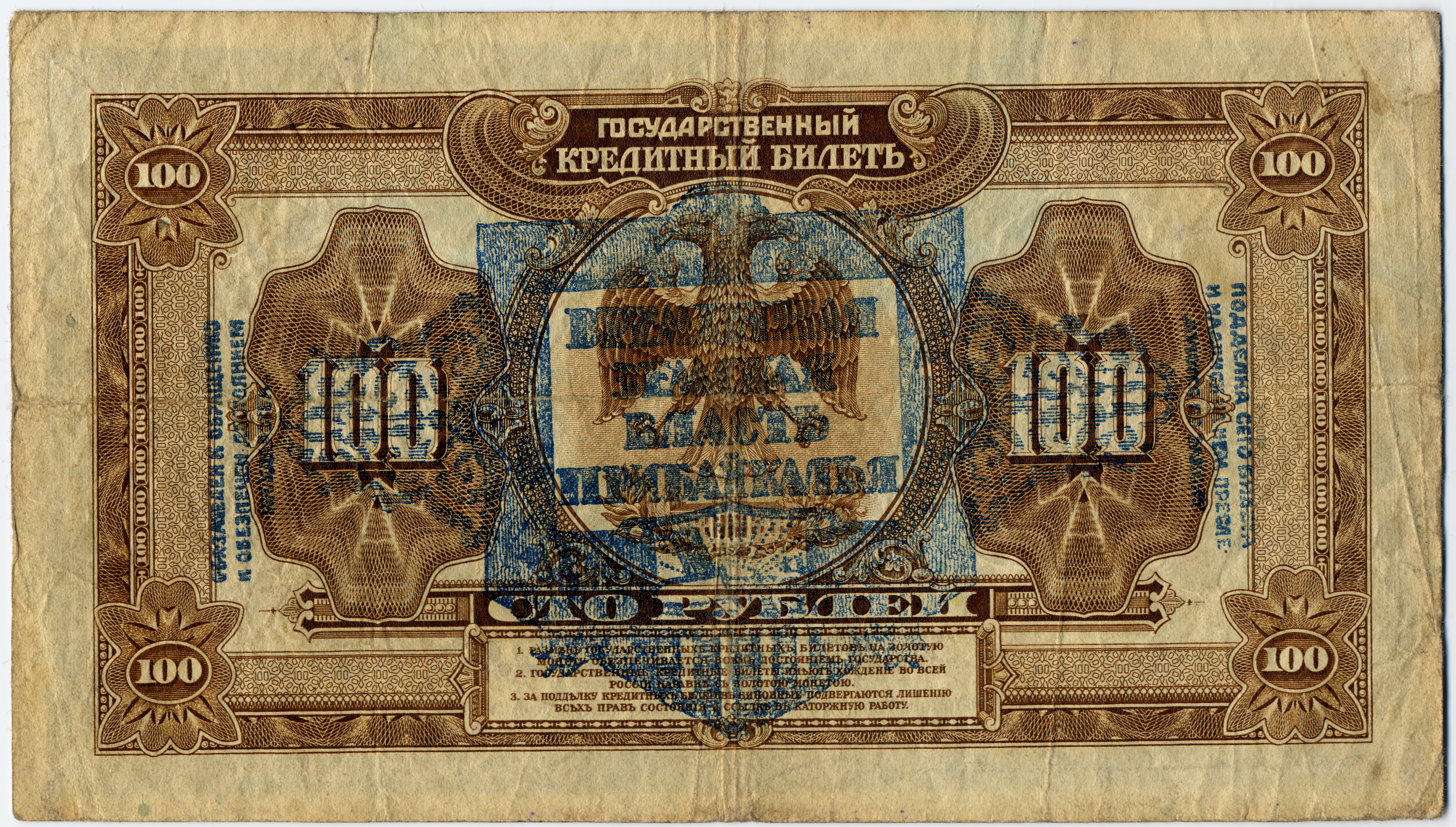

После падения власти Колчака части Народно-революционной армии, оттеснив войска атамана Семёнова, вступили на территорию Прибайкалья. Уездная Земская Управа оказалась носителем высшей власти в крае и была переименована во «Временную Земскую власть Прибайкалья». Маленькое самостоятельное государство в отношении денежной системы оказалось в чрезвычайно тяжелом положении. Ещё в конце марта 1920 года, правительство постановило произвести самостоятельную эмиссию, преследуя две основных цели: 1) получить фонд денежных знаков для поддержания своего государственного существования и 2) изъять из обращения затопившие рынок, нарушившие хозяйственный процесс — «сибирские дензнаки».
Изыскивая технические возможности осуществления эмиссии, агенты Власти Прибайкалья наткнулись в Иркутске на шедшие из Владивостока в Омск и задержанные событиями в пути денежные знаки, заказанные Омским правительством в Америке «кредитные билеты образца 1918 года». Вначале предполагалось, что они, — также как и IV и V разряд облигаций Государственного Внутреннего 41⁄2 % выигрышного займа 1917 года достоинством в 200 рублей и купонов к ним по 4 руб. 50 коп. — будут загрифованы гербом РСФСР, и выпущены в обращение на советской территории Иркутским Губернским Ревкомом, но позже удалось настоять на предоставлении их Верхнеудинску.
Оборудованная в 1919 году Иркутская Экспедиция заготовления государственных бумаг приступила к огрифованию этих кредитных билетов достоинством в 25 и 100
рублей, и в апреле 1920 года сдала «Временной Земской Власти Прибайкалья» её заказ. Но выпуск в обращение удалось осуществить лишь через полтора — два месяца. На кредитных билетах был наложен гриф «Временная Земская Власть Прибайкалья» на билетах в 25 рублей — красной, на билетах в 100 рублей — синей краской. Кроме
изображения плуга, помещенного внизу в картуше, по бокам располагались вертикальные надписи: «Обязателен к обращению и обеспечен достоянием
государства» и «Подделка сего билета и надписи на нём преследуется по закону». Все оказавшиеся в Иркутске кредитные билеты этого образца полностью были предоставлены Верхнеудинску. Всего было выпущено в обращение этих билетов, с указанным грифом, на сумму в 228.425.950 рублей.

## Использование Дальневосточной республикой
Деньги Дальневосточной республики в народе назывались «буферками». Буферной была и сама республика.
В середине марта 1920 года, после разгрома в Сибири армий адмирала А. В. Колчака, продвижение частей Красной армии пришлось приостановить на рубеже озера Байкал. Советское правительство, чтобы избежать военного конфликта с Японией, решило отложить на некоторое время восстановление советской власти на всей территории Дальнего Востока и создать между Советской Россией и Японией буферное демократическое государство — Дальневосточную республику (ДВР). Которому — как и всякому другому государству — потребовались собственные деньги.
Количество введённых в оборот расчётных знаков, составлявшее в денежном выражении менее 3 % от суммы выпущенных «кредитных билетов Дальневосточной республики», не оказало заметного влияния на финансовое положение ДВР.
В июле 1921 года выпуск «кредитных билетов Дальневосточной республики» из-за быстрого их обесценивания был прекращён. Курс ещё находившихся в обращении «буферок» продолжал стремительно падать. Уже в конце 1921 года фактическая стоимость кредитного билета 1000-рублёвого достоинства была менее одной копейки золотом. В результате «кредитные билеты Дальневосточной республики» без какого-либо вмешательства правительства ДВР спонтанно вышли из денежного обращения республики.
После вступления в конце октября 1922 года частей Народно-республиканской армии под командованием В. К. Блюхера во Владивосток японские войска вынуждены были покинуть Приморье. 15 ноября 1922 года декретом ВЦИК ДВР вошла в состав РСФСР с её единым денежным обращением на всей территории.